# Limnichus aeneipennis
Limnichus aeneipennis är en skalbaggsart som beskrevs av Maurice Pic 1935. Limnichus aeneipennis ingår i släktet Limnichus och familjen lerstrandbaggar. Inga underarter finns listade i Catalogue of Life.